# Zackawa
Zackawa (biał. Зацкава) – jezioro na Białorusi w rejonie grodzieńskim, położone ok. 26 km na północny wschód od Grodna w dorzeczu rzeki Pyranki.
Zackawa ma powierzchnię 0,75 km². Długość wynosi 2,1 km, zaś największa szerokość – 0,5 km. Długość linii brzegowej to 5,1 km. Brzegi porośnięte są lasem. Na południu łączy się z Jeziorem Białym. Na północy do Zackawy wpada rzeczka Szlamianka, łącząca z jeziorem Ant.